# Jiaozhou
Jiaozhou is een stad in de provincie Shandong van China. Jiaozhou heeft 613.996 inwoners (2020). Jiaozhou is een voorstad van Qingdao.
De stad werd in 1898 bij het Verdrag van Peking als concessie voor 99 jaar afgestaan aan Duitsland. Hieraan kwam in 1914 een einde door het uitbreken van de Eerste Wereldoorlog. Keizerrijk Japan, bondgenoot van Frankrijk en Engeland, bezette de concessie tot aan het einde van de oorlog. Op de Conferentie van Versailles werd de stad formeel toegewezen aan Japan, waarna de Chinese minister Lou Tseng-Tsiang als enige weigerde het vredesverdrag te ondertekenen.